# Oh Girl
"Oh Girl" is een nummer geschreven door Eugene Record en opgenomen door de Amerikaanse soulzanggroep The Chi-Lites, met Record als zanger en producer. Het werd in 1972 als single uitgebracht op Brunswick Records. "Oh Girl" staat op het album A Lonely Man uit 1972 en draait om een relatie die op het punt staat uit elkaar te gaan.
Oh Girl was de eerste en enige nummer 1-hit van de Chi-Lites in de Billboard Hot 100, met een piek op die positie in mei 1972 gedurende één week. De single bereikte de volgende maand ook de eerste positie in de Billboard R&B Singles-hitlijst en bleef daar twee weken staan. Billboard plaatste het nummer op nummer 13 in 1972. Bovendien bereikte het nummer in juli 1972 nummer 14 in de Britse hitlijst en werd het in 1975 opnieuw een Britse hit toen het opnieuw werd uitgebracht als dubbele A-kant met "Have You Seen Her", ditmaal met een nieuwe piek van nummer 5.
In het nummer is de mondharmonica prominent aanwezig.